# Жарків
Жа́рків — село в Україні, у Золочівському районі Львівської області. Населення становить 162 особи. Село Жарків, а також Голубиця раніше були підпорядковані Голубицькій сільській раді.

## Географія
Відстань до центру громади становить 22 км, що проходить автошляхом місцевого значення. Відстань до найближчої залізничної станції Пониковиця становить 20 км.
За кілька кілометрів на південь від села до другої світової війни існувало село Гута-Пеняцька.
На захід від села, в межах національного природного парку «Північне Поділля», розташована пам'ятка природи місцевого значення Голубі Вікна.

## Історія
Колись Жарків був невеликим присілком села Голубиця, де було лише декілька будинків. 4 квітня 1687 року Костянтин Козьміньський, заступник королівського ротмістра при панцирній корогві Яна Олександра Конецпольського, зробив заповіт у Бродах, яким дарував домініканському монастирю у Підкамені 1000 польських злотих в частині земель Ясенова та Жаркова, а в обмін отримав право на поховання у костелі Внебовзяття Пресвятої Діви Марії у Підкамені. У другій половині XIX століття власником маєтку у Жаркові був спольщений граф українського походження, природознавець Володимир Дідушицький.

### Закінчення війни та діяльність УПА (1944—1953)
У серпні 1944 року в лісі між селами Пеняки, Голубиця, Жарків перебувала сотня УПА «Свободи». Повстанці влаштовували засідки на бійців НКВС, знищуючи живу силу та майно окупанта.
У листопаді 1944 року в лісі біля села Жарків перебували відділи куреня УПА «Шугая». 20 листопада 1944 року на засідку між селами Голубиця та Жарків Пониковицького району (нині — Бродівський район), організовану підвідділом сотні УПА «Дружинники І» під командуванням сотенного «Свободи» натрапила група більшовиків чисельністю 5 осіб, яка відкололася від більшої групи облавників, які від 18 листопада діяли у районі цих населених пунктів. Оточивши ворога, повстанці розпочали з ними бій, внаслідок якого було вбито дільничного уповноваженого Пониковицького РВ НКВС Примака та захоплено у полон першого секретаря РК КП(б)У Бороздику разом з двома «стрибками», і лише працівникові райвійськкомату Желєзняку вдалося вийти з оточення.
11 березня 1945 року загін МДБ чисельністю 600 осіб конвуював з боку с. Жаркова велику колону арештованих людей. Над ув'язненими дорогою страшно знущалися. 
спецвідділ НКВС під виглядом вояків УПА захопили в полон двох бійців УПА сотні «Витязі», ще одного повстанця вбили. Повстанці поховали побратима у с. Жарків. 
Після невдалої спроби здійснити рейд на Волинь у липні 1945 року в лісі неподалік Жаркова базувалася одна із чот сотні УПА «Свободи».
5 серпня 1947 року в с. Жарків під час облави, проведеної районним відділом НКВС, був заарештований Якимів Кость через підозру у співпраці з УПА. 19 серпня того ж року в селі проведена чергова масова облава, найімовірніше через вбивство боївкою СБ перевербованого НКВС упівця Степана Савчука (псевдо «Наливайко»). Під час облави в селі проходив «суд» над Демчуком Адамом, якого звинуватили у нездачі наложеного на нього контінгенту. Рішенням «суду» на обвинуваченого накладений штраф у розмірі 6000 карбованців, у рахунок чого відразу ж забрали корову, коня, віз та січкарню. Демчука відвезли до районної в'язниці.
14 січня 1949 року чекістсько-військовий наряд МДБ у Підкамінському районі Львівської області на околиці лісу за 4 км. від с. Жарків виявив бункер з підпільниками ОУН, який одразу ж був блокований з усіх боків. На пропозицію здаватися підпільники відповіли активним збройним спротивом. Під час бою усі загинули. Серед вбитих були ідентифіковані організаційний референт Золочівського окружного проводу ОУН Кирило Якимець (псевдо «Бескид»), референт пропаганди цього проводу «Мороз» та ще 4 підпільники. У бункері було виявлено та вилучено ротатор, 2 друкарські машинки, багато різної літератури, 21 кулемет, 3 автомати, 1 гвинтівка, 6 пістолетів і до 2000 набоїв.

## Сьогодення
17 вересня 1991 року зареєстровано місцеву релігійну громаду УГКЦ Успіння Пресвятої Богородиці. У 1996 році в селі освячено храм Успіння Пресвятої Богородиці. На той час в парафії Успіння Пресвятої Богородиці душпастирював о. Ігор Коць. На сьогодні чисельність парафії складає 50 вірних.
Місцеві римо-католики належать до релігійної громади Воздвиження Всечесного Хреста РКЦ у Бродах.
В селі діє Народний дім «Просвіта» (керівник Довгань Людмила Михайлівна) та два фермерських господарства — «Джерела лугу» та «Метеор. Жарків», що спеціалізуються на вирощуванні зернових (крім рису), бобових та насіння олійних культур.